# Freisinger Straße 22 (Oberschleißheim)

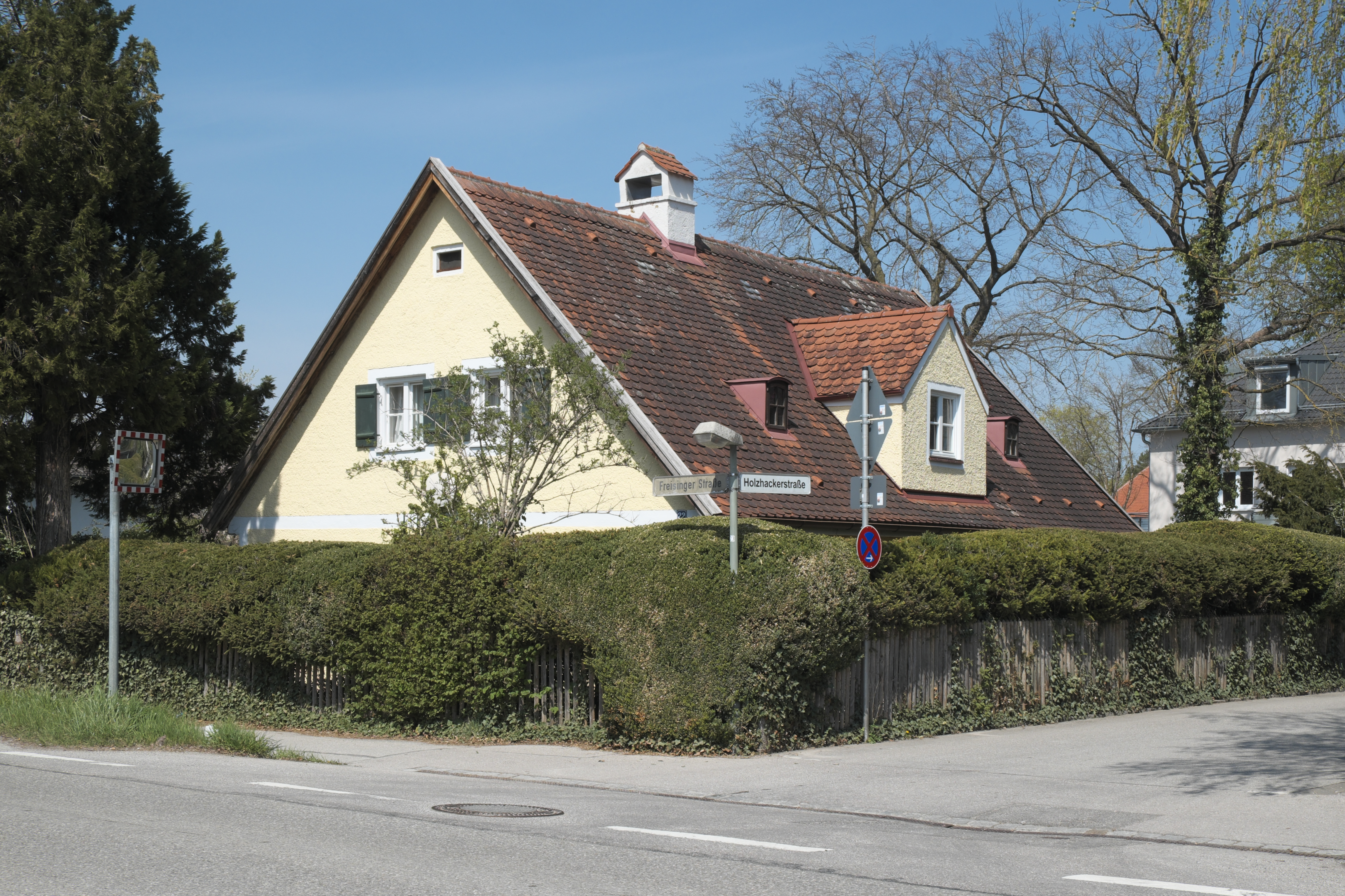
Haus Freisinger Straße 22 in Oberschleißheim

Das Gebäude Freisinger Straße 22 in Oberschleißheim, einer Gemeinde im oberbayerischen Landkreis München, wurde im 19. Jahrhundert errichtet. Das Wohnhaus an der Ecke zur Holzackerstraße ist ein geschütztes Baudenkmal.
Das erdgeschossige ehemalige Arbeiterhaus, das sogenannte Opp-Haus, ist ein Massivbau mit Satteldach. 
Möglicherweise ließ die königliche Schlossverwaltung das Haus errichten.